# Steve Johnson (tennis)
Pour les articles homonymes, voir Steve Johnson et Johnson.
Steve Johnson, né le 24 décembre 1989 à Orange (Californie), est un joueur de tennis américain, professionnel de 2007 à 2024.

## Carrière
Il a remporté le championnat NCAA en simple en 2011. Il a remporté 72 victoires consécutives dans le championnat NCAA, ce qui constitue un record historique dans ce championnat.
Il a remporté cinq titres en simple sur le circuit Challenger, en 2012 à Aptos, en 2013 à Nottingham, en 2014 à Dallas et Le Gosier et en 2019 à Aptos. Son meilleur résultat en Grand Chelem est un huitième de finale au tournoi de Wimbledon 2016, perdu contre Roger Federer.

### 2015. Première finale
Au tournoi de Washington il atteint le dernier carré, en battant Bernard Tomic (67-7, 6-4, 6-2), Grigor Dimitrov (6-3, 1-6, 6-3) et Jack Sock (7-65, 6-1) en quart. Avant de perdre dans un gros match de serveur contre John Isner (3-6, 6-3, 69-7), passant non loin de la victoire finale.
En octobre à Vienne un ATP 500, il atteint sa première finale de sa carrière en battant Alexandr Dolgopolov en trois manches, Jerzy Janowicz (6-4, 67-7, 6-4), puis la tête de série no 2 Kevin Anderson 11e mondial, (5-7, 7-66, 6-4) dans un match très accroché et enfin Ernests Gulbis (6-3, 7-63) dans le dernier carré. Il est vaincu malgré un bon match et un set inscrit (6-4, 4-6, 5-7) contre l'Espagnol David Ferrer 8e mondial.

### 2016. Premier titre, huitième en Grand Chelem et quart aux Jeux olympiques
Il signe un troisième tour à l'Open d'Australie en battant Aljaž Bedene et Thomaz Bellucci, mais perdant contre l'Espagnol David Ferrer sèchement.
En mai, il remporte son premier titre ATP en double au tournoi de Genève avec Sam Querrey.
En juin au tournoi de Nottingham sur gazon, il bat John Millman, Vasek Pospisil, la tête de série no 1 Kevin Anderson en quart (7-66, 5-7, 6-4) et en demi-finale, Andreas Seppi (6-4, 6-4) pour se qualifier à la finale. Il remporte son premier match en carrière contre Pablo Cuevas (7-65, 7-5) en 1h33. À Wimbledon il se qualifie pour la première fois en deuxième semaine d'un Grand Chelem en huitième de finale, battant Malek Jaziri, Jérémy Chardy et Grigor Dimitrov (66-7, 7-63, 6-4, 6-2). Avant de perdre en trois set contre le Suisse Roger Federer, 3e mondial (2-6, 3-6, 5-7).
Au tournoi de Washington il atteint le dernier carré comme l'an passé en battant notamment John Isner (7-67, 7-615) dans un match fou en quart, avant de disparaître (4-6, 4-6) contre le serveur Croate Ivo Karlović. Aux Jeux olympiques en simple, il passe ses trois premier tour facilement pour rallier les quarts de finale, et donner du fil à retordre dans un match plein de l'Américain contre Andy Murray (0-6, 6-4, 62-7), mais finira par perdre au bout du fil contre le futur lauréat de l'épreuve. En double avec Jack Sock, remportent la médaille de bronze (6-2, 6-4) contre la paire Daniel Nestor et Vasek Pospisil. Puis au Masters de Cincinnati il signe son premier quart de finale dans cette catégorie. Il bat Federico Delbonis (6-4, 7-5), puis deux Français Julien Benneteau (3-6, 6-2, 7-65) passant pas loin de la défaite, et en huitième le 10e mondial Jo-Wilfried Tsonga (6-3, 7-66). Il perd contre Dimitrov (68-7, 2-6) où il l'avait battu à Wimbledon.

### 2018-2019. Deux titres ATP à Houston et à Newport
Après avoir remporté l'édition 2017, il conserve son titre à Houston en 2018 au terme d'une finale serrée face à son compatriote Tennys Sandgren (7-6, 2-6, 6-4).
Classé 65e mondial quand il se présente à Roland-Garros en 2019, il s'incline au premier tour devant l'Espagnol 21e mondial Roberto Bautista-Agut, tête de série no 18, en trois sets (3-6, 4-6, 2-6).

### 2024. Retraite
Il joue son dernier match professionnel lors du Masters d'Indian Wells 2024 où il chute dès le premier tour des qualifications contre Emilio Nava (7-66, 610-7, 4-6).

## Palmarès

### Titres en simple messieurs
| No | Date       | Nom et lieu du tournoi                                        | Catégorie | Dotation  | Surface      | Finaliste           | Score          |          |
| -- | ---------- | ------------------------------------------------------------- | --------- | --------- | ------------ | ------------------- | -------------- | -------- |
| 1  | 19-06-2016 | Aegon Open Nottingham, Nottingham                             | ATP 250   | 648 255 € | Gazon (ext.) | Pablo Cuevas        | 7-65, 7-5      | Parcours |
| 2  | 10-04-2017 | Fayez Sarofim & Co. US Men's Clay Court Championship, Houston | ATP 250   | 535 625 $ | Terre (ext.) | Thomaz Bellucci     | 6-4, 4-6, 7-65 | Parcours |
| 3  | 09-04-2018 | Fayez Sarofim & Co. US Men's Clay Court Championship, Houston | ATP 250   | 557 050 $ | Terre (ext.) | Tennys Sandgren     | 7-62, 2-6, 6-4 | Parcours |
| 4  | 16-07-2018 | Dell Technologies Hall of Fame Open, Newport                  | ATP 250   | 557 050 $ | Gazon (ext.) | Ramkumar Ramanathan | 7-5, 3-6, 6-2  | Parcours |

### Finales en simple messieurs
| No | Date       | Nom et lieu du tournoi            | Catégorie | Dotation    | Surface    | Vainqueur       | Score         |          |
| -- | ---------- | --------------------------------- | --------- | ----------- | ---------- | --------------- | ------------- | -------- |
| 1  | 19-10-2015 | Erste Bank Open, Vienne           | ATP 500   | 1 745 040 € | Dur (int.) | David Ferrer    | 4-6, 6-4, 7-5 | Parcours |
| 2  | 19-08-2018 | Winston-Salem Open, Winston-Salem | ATP 250   | 691 415 $   | Dur (ext.) | Daniil Medvedev | 6-4, 6-4      | Parcours |

### Titres en double messieurs
| No | Date       | Nom et lieu du tournoi                 | Catégorie | Dotation  | Surface      | Partenaire       | Finalistes                 | Score    |          |
| -- | ---------- | -------------------------------------- | --------- | --------- | ------------ | ---------------- | -------------------------- | -------- | -------- |
| 1  | 15-05-2016 | Banque Eric Sturdza Geneva Open Genève | ATP 250   | 499 645 € | Terre (ext.) | Sam Querrey      | Raven Klaasen Rajeev Ram   | 6-4, 6-1 | Parcours |
| 2  | 11-07-2022 | Infosys Hall of Fame Open Newport      | ATP 250   | 594 950 $ | Gazon (ext.) | William Blumberg | Raven Klaasen Marcelo Melo | 6-4, 7-5 | Parcours |

### Finales en double messieurs
| No | Date       | Nom et lieu du tournoi             | Catégorie    | Dotation    | Surface    | Vainqueurs                            | Partenaire      | Score             |          |
| -- | ---------- | ---------------------------------- | ------------ | ----------- | ---------- | ------------------------------------- | --------------- | ----------------- | -------- |
| 1  | 21-07-2014 | BB&T Atlanta Open Atlanta          | ATP 250      | 568 805 $   | Dur (ext.) | Vasek Pospisil Jack Sock              | Sam Querrey     | 6-3, 5-7, [10-5]  | Parcours |
| 2  | 08-02-2016 | Memphis Open Memphis               | ATP 250      | 618 030 $   | Dur (int.) | Mariusz Fyrstenberg Santiago González | Sam Querrey     | 6-4, 6-4          | Parcours |
| 3  | 13-02-2017 | Memphis Open Memphis               | ATP 250      | 642 750 $   | Dur (int.) | Brian Baker Nikola Mektić             | Ryan Harrison   | 6-3, 6-4          | Parcours |
| 4  | 10-02-2020 | New York Open Long Island          | ATP 250      | 719 320 $   | Dur (int.) | Dominic Inglot Aisam-Ul-Haq Qureshi   | Reilly Opelka   | 7-65, 7-66        | Parcours |
| 5  | 26-07-2021 | Truist Atlanta Open Atlanta        | ATP 250      | 555 995 $   | Dur (ext.) | Jannik Sinner Reilly Opelka           | Jordan Thompson | 6-4, 66-7, [10-3] | Parcours |
| 6  | 15-08-2021 | Western & Southern Open Cincinnati | Masters 1000 | 3 028 140 $ | Dur (ext.) | Marcel Granollers Horacio Zeballos    | Austin Krajicek | 7-65, 7-65        | Parcours |

## Parcours dans les tournois duGrand Chelem

### En simple
| Année | Open d'Australie | Open d'Australie | Internationaux de France | Internationaux de France | Wimbledon       | Wimbledon        | US Open         | US Open           |
| ----- | ---------------- | ---------------- | ------------------------ | ------------------------ | --------------- | ---------------- | --------------- | ----------------- |
| 2011  | —                | —                | —                        | —                        | —               | —                | 1er tour (1/64) | Alex Bogomolov    |
| 2012  | —                | —                | —                        | —                        | —               | —                | 3e tour (1/16)  | Richard Gasquet   |
| 2013  | 1er tour (1/64)  | Nicolás Almagro  | 1er tour (1/64)          | Albert Montañés          | 1er tour (1/64) | Bobby Reynolds   | 1er tour (1/64) | Tobias Kamke      |
| 2014  | 1er tour (1/64)  | Adrian Mannarino | 2e tour (1/32)           | Jack Sock                | 1er tour (1/64) | R. Bautista-Agut | 1er tour (1/64) | Tatsuma Ito       |
| 2015  | 3e tour (1/16)   | Kei Nishikori    | 3e tour (1/16)           | S. Wawrinka              | 2e tour (1/32)  | Grigor Dimitrov  | 1er tour (1/64) | Fabio Fognini     |
| 2016  | 3e tour (1/16)   | David Ferrer     | 1er tour (1/64)          | F. Verdasco              | 1/8 de finale   | Roger Federer    | 2e tour (1/32)  | J. M. del Potro   |
| 2017  | 2e tour (1/32)   | S. Wawrinka      | 3e tour (1/16)           | Dominic Thiem            | 3e tour (1/16)  | Marin Čilić      | 2e tour (1/32)  | Kyle Edmund       |
| 2018  | 1er tour (1/64)  | Denis Kudla      | 3e tour (1/16)           | Marin Čilić              | 1er tour (1/64) | R. Bemelmans     | 2e tour (1/32)  | Dominic Thiem     |
| 2019  | 1er tour (1/64)  | Andreas Seppi    | 1er tour (1/64)          | R. Bautista-Agut         | 3e tour (1/16)  | Kei Nishikori    | 1er tour (1/64) | Nick Kyrgios      |
| 2020  | 1er tour (1/64)  | Roger Federer    | 1er tour (1/64)          | R. Carballés Baena       | Annulé          | Annulé           | 2e tour (1/32)  | Ričardas Berankis |
| 2021  | —                | —                | 3e tour (1/16)           | P. Carreño Busta         | 2e tour (1/32)  | Taylor Fritz     | 2e tour (1/32)  | Gaël Monfils      |
| 2022  | 2e tour (1/32)   | Jannik Sinner    | 2e tour (1/32)           | Gilles Simon             | 3e tour (1/16)  | Cameron Norrie   | 1er tour (1/64) | Grigor Dimitrov   |
| 2023  | —                | —                | —                        | —                        | —               | —                | 1er tour (1/64) | Taylor Fritz      |

N.B. : à droite du résultat se trouve le nom de l'ultime adversaire.

### En double messieurs
| Année | Open d'Australie            | Open d'Australie        | Internationaux de France    | Internationaux de France    | Wimbledon                     | Wimbledon               | US Open                      | US Open                  |
| ----- | --------------------------- | ----------------------- | --------------------------- | --------------------------- | ----------------------------- | ----------------------- | ---------------------------- | ------------------------ |
| 2011  | —                           | —                       | —                           | —                           | —                             | —                       | 1er tour (1/32) Denis Kudla  | M. Melo Bruno Soares     |
| 2012  | —                           | —                       | —                           | —                           | —                             | —                       | 2e tour (1/16) Jack Sock     | F. Čermák M. Mertiňák    |
| 2013  | —                           | —                       | —                           | —                           | 1er tour (1/32) A. Siljeström | C. Guccione Sam Groth   | 1er tour (1/32) M. Russell   | R. Harrison R. Lindstedt |
| 2014  | —                           | —                       | 1er tour (1/32) Sam Querrey | Eric Butorac R. Klaasen     | —                             | —                       | 1er tour (1/32) Sam Querrey  | Ivan Dodig M. Melo       |
| 2015  | 1er tour (1/32) Sam Querrey | S. Bolelli F. Fognini   | 2e tour (1/16) Sam Querrey  | J.-J. Rojer Horia Tecău     | 2e tour (1/16) Sam Querrey    | Bob Bryan Mike Bryan    | 1/2 finale Sam Querrey       | Jamie Murray John Peers  |
| 2016  | 2e tour (1/16) Sam Querrey  | R. Klaasen Rajeev Ram   | —                           | —                           | 1er tour (1/32) Sam Querrey   | R. Štěpánek N. Zimonjić | 1er tour (1/32) Sam Querrey  | F. Fognini A. Seppi      |
| 2017  | —                           | —                       | 1er tour (1/32) N. Almagro  | Purav Raja Divij Sharan     | —                             | —                       | 1er tour (1/32) Tommy Paul   | S. Bolelli F. Fognini    |
| 2018  | 2e tour (1/16) Sam Querrey  | Pablo Andújar A. Ramos  | 1/8 de finale Jack Sock     | P.-H. Herbert Nicolas Mahut | —                             | —                       | —                            | —                        |
| 2019  | 2e tour (1/16) Denis Kudla  | Radu Albot Malek Jaziri | 1er tour (1/32) Denis Kudla | Daniel Evans C. Norrie      | —                             | —                       | 1er tour (1/32) Pablo Cuevas | J.S. Cabal Robert Farah  |
| 2020  | 1/8 de finale Sam Querrey   | A. Bublik M. Kukushkin  | 1er tour (1/32) Sam Querrey | M. Granollers H. Zeballos   | Annulé                        | Annulé                  | —                            | —                        |
| 2021  | —                           | —                       | 1er tour (1/32) Sam Querrey | Arthur Cazaux Hugo Gaston   | —                             | —                       | 1/2 finale Sam Querrey       | Rajeev Ram J. Salisbury  |
| 2022  | —                           | —                       | —                           | —                           | 1er tour (1/32) Sam Querrey   | Ivan Dodig A. Krajicek  | 1er tour (1/32) Sam Querrey  | W. Koolhof Neal Skupski  |
| 2023  | —                           | —                       | —                           | —                           | —                             | —                       | 1er tour (1/32) W. Blumberg  | Julian Cash Henry Patten |

N.B. : le nom du partenaire se trouve sous le résultat ; le nom des ultimes adversaires se trouve à droite.

### En double mixte
| Année | Open d'Australie | Open d'Australie | Internationaux de France  | Internationaux de France | Wimbledon | Wimbledon | US Open                       | US Open               |
| ----- | ---------------- | ---------------- | ------------------------- | ------------------------ | --------- | --------- | ----------------------------- | --------------------- |
| 2011  | —                | —                | —                         | —                        | —         | —         | 1/4 de finale Irina Falconi   | L. Hradecká F. Čermák |
| 2012  | —                | —                | —                         | —                        | —         | —         | 1er tour (1/16) Irina Falconi | K. Clijsters B. Bryan |
|       |                  |                  |                           |                          |           |           |                               |                       |
| 2017  | —                | —                | 1er tour (1/16) B. Mattek | L. Hradecká M. Matkowski | —         | —         | —                             | —                     |

N.B. : le nom de la partenaire se trouve sous le résultat ; le nom des ultimes adversaires se trouve à droite.

## Parcours dans lesMasters 1000
| Année | Indian Wells           | Miami                 | Monte-Carlo         | Madrid                 | Rome                 | Canada              | Cincinnati                | Shanghai                  | Paris                |
| ----- | ---------------------- | --------------------- | ------------------- | ---------------------- | -------------------- | ------------------- | ------------------------- | ------------------------- | -------------------- |
| 2013  | 1er tour P. Andújar    | —                     | —                   | —                      | —                    | —                   | —                         | —                         | —                    |
| 2014  | 1er tour R. Bautista   | 1er tour R. Bautista  | —                   | —                      | —                    | —                   | 1/8 de finale M. Raonic   | 2e tour John Isner        | —                    |
| 2015  | 3e tour T. Berdych     | 1er tour M. Kukushkin | 1er tour John Isner | 2e tour R. Nadal       | 1er tour F. Fognini  | 1er tour D. Goffin  | —                         | 2e tour A. Murray         | —                    |
| 2016  | 3e tour K. Nishikori   | 3e tour T. Berdych    | —                   | 1er tour A. Dolgopolov | 1er tour Juan Mónaco | 1er tour F. Fognini | 1/4 de finale G. Dimitrov | 2e tour A. Murray         | 2e tour R. Gasquet   |
| 2017  | 3e tour R. Federer     | 2e tour N. Mahut      | —                   | —                      | —                    | 1er tour G. Monfils | 1er tour D. Ferrer        | 1/8 de finale Marin Čilić | 1er tour Robin Haase |
| 2018  | 1er tour D. Medvedev   | 3e tour P. Carreño    | —                   | —                      | 2e tour P. Carreño   | 1er tour F. Fognini | 1er tour N. Djokovic      | 1er tour K. Khachanov     | 1er tour R. Bautista |
| 2019  | 2e tour D. Shapovalov  | 2e tour João Sousa    | —                   | 1er tour J. Millman    | 1er tour J. Sinner   | —                   | —                         | —                         | —                    |
| 2021  | 1er tour A. Davidovich | 1er tour Y. Hanfmann  | —                   | —                      | —                    | —                   | —                         | n.o.                      | —                    |
| 2022  | 3e tour H. Hurkacz     | —                     | —                   | —                      | —                    | —                   | —                         | n.o.                      | —                    |

N.B. : sous le résultat se trouve le nom de l’ultime adversaire.

## Victoires sur le top 10
Toutes ses victoires sur des joueurs classés dans le top 10 de l'ATP lors de la rencontre.
| Légende         |
| Grand Chelem    |
| Masters         |
| Jeux olympiques |
| Masters 1000    |
| 500 Series      |
| 250 Series      |
| Coupe Davis     |

| # | S.J.  | Tournoi    | Année | Surface      | Adversaire         | Rang  | Tour | Score           |
| - | ----- | ---------- | ----- | ------------ | ------------------ | ----- | ---- | --------------- |
| 1 | no 39 | Queen's    | 2016  | Gazon        | Richard Gasquet    | no 10 | 1/16 | 7-62, 6-2       |
| 2 | no 23 | Cincinnati | 2016  | Dur          | Jo-Wilfried Tsonga | no 10 | 1/8  | 6-3, 7-66       |
| 3 | no 46 | Tokyo      | 2017  | Dur          | Dominic Thiem      | no 7  | 1/16 | 4-6, 7-65, 6-4  |
| 4 | no 51 | Houston    | 2018  | Terre battue | John Isner         | no 9  | 1/4  | 7-64, 4-6, 7-65 |

## Classements ATP en fin de saison
| Année          | 2007 | 2008 | 2009 | 2010 | 2011 | 2012 | 2013 | 2014 | 2015 | 2016 | 2017 | 2018 | 2019 | 2020 | 2021 | 2022 |
| Rang en simple | 1461 | 1566 | 1057 | 636  | 370  | 175  | 157  | 37   | 32   | 33   | 44   | 33   | 85   | 72   | 83   | 113  |
| Rang en double | –    | –    | –    | –    | 191  | 166  | 122  | 101  | 52   | 85   | 168  | 90   | 457  | 137  | 55   | 156  |

Source : (en) Classements de Steve Johnson sur le site officiel de la Fédération internationale de tennis